# ويلو دوسن
ويلو دوسن هي رسامة كارتون كندية، ولدت في 5 أغسطس 1975.

## وصلات خارجية
- الموقع الرسمي